# Песчанка (месторождение)
Песча́нка — крупное комплексное золото-медное месторождение в пределах Билибинского района Чукотского АО в России.

## География
Находится в 180 км юго-западнее г. Билибино, с которым связано сезонным автозимником, в пределах Алучинского горного массива, в бассейне р. Егдыгкыч, правого притока р. Баимка.
В 15 км к юго-юго-востоку от месторождения находится заброшенный горняцкий посёлок Весенний.

## История
Месторождение Песчанка было открыто в 1972 году в ходе заверочных работ геологом Анюйской КРГЭ Г. И. Сокиркиным, поисковые и поисково-оценочные работы, в ходе которых было пройдено 16,8 км скважин и 91 тыс. м³ канав, проводились с перерывами до 1984 года. Из-за экономической нецелесообразности разработки месторождения в то время дальнейшие работы были прекращены.
В 2008 году лицензию на геологическое изучение Баимской площади, в которую входит месторождение, по результатам аукциона получило ООО «Сатурн» (Millhouse), сумма итогового платежа по аукциону составила 1,078 млрд руб.
В 2009 году лицензия была переоформлена на ООО «Баимская ГДК» (Millhouse).
С 2009 года на месторождении проводятся разведочные работы, в 2012 году первая очередь запасов прошла государственную экспертизу. В октябре 2016 года завершается предварительное проектирование, работы выполняет канадская инжиниринговая компания FLUOR (Fluor Corporation).

## Геологическая характеристика
Месторождение относится к медно-порфировому типу и располагается в центральной части Баимской металлогенической зоны, в юго-восточной части крупного Егдэгкычского интрузивного массива, представленного монцонитами и монцодиоритами. Площадь рудного поля составляет около 22 км². Всего выявлено 4 штокверковых рудных тела площадью 0,1-2,61 км². Вертикальный размах оруденения составляет 750 м. Рудные тела контролируются субмеридиональным Песчаным разломом и преимущественно конформны телам кварцевых монцодиорит-порфиров.

### Состав руды
Руды месторождения вкрапленные, прожилковые, прожилково-вкрапленные. В составе рудного тела присутствуют около 30 рудных минералов, основными являются пирит, халькопирит, молибденит, борнит, блеклые руды. Рудные минералы составляют 1-3 % от объёма руды.
Средние содержания элементов в рудных телах (балансовые запасы) составляют:
медь — 0,76 %,
молибден — 0,02 %,
золото — 0,56 г/т,
серебро — 4 г/т.

## Освоение
На период до 2018 года планируется окончательно подсчитать суммарные ресурсы и запасы всей Баимской рудной зоны. Здесь ожидается создание крупного горнопромышленного узла (Баимский ГОК).
К месторождению планируется подвести автодорогу от строящейся круглогодичной трассы Колыма — Омолон — Анадырь,
а также ЛЭП 110 кВ «Билибино — месторождение Кекуры — месторождение Песчанка» (строительство вышеупомянутой ЛЭП (протяжённостью 235 км) начато 25 октября 2017 года, сдача в эксплуатацию ожидается в ноябре 2019 года).
Регион изолирован от других энергосистем. Для энергоснабжения площадки в 2021 году был одобрен проект энергоснабжения «Росатома»: предполагается постройка 4 плавучих энергоблока АЭС на основе реакторов РИТМ-200 (3 рабочих и одна резервная). Стоимость проекта оценивается примерно в 190 млрд руб. Предполагается разместить станции в районе мыса Наглёйнгын; первые два энергоблока будут построены к началу 2028 года, третий — к началу 2029 года, четвертый — к началу 2031 года.
В конце 2024 года для ускорения реализации проекта принято решение о привлечении при поддержке ВЭБ.РФ банковских средств для освоения месторождения и строительства ГОК. 